# Rothof (Wörnitz)
Rothof ist ein Gemeindeteil der Gemeinde Wörnitz im Landkreis Ansbach (Mittelfranken, Bayern). Rothof liegt in der Gemarkung Erzberg.

## Geographie
Die Einöde liegt in der Wörnitzebene und ist von Feldern umgeben. Durch den Ort fließt der Rothofgraben, ein linker Zufluss des Waldhausener Mühlbachs, der wiederum ein rechter Zufluss der Wörnitz ist. Eine Gemeindeverbindungsstraße führt nach Erzberg (1,8 km westlich) bzw. zur Kreisstraße AN 5 (0,2 km südöstlich), die nach Mühlen (0,9 km südlich) bzw. nach Bösennördlingen verläuft (1,4 km nördlich).

## Geschichte
Mit dem Gemeindeedikt (frühes 19. Jahrhundert) wurde Rothof dem Steuerdistrikt und der Ruralgemeinde Erzberg zugeordnet. Im Zuge der Gebietsreform in Bayern wurde Rothof am 1. November 1971 nach Wörnitz eingemeindet.

### Ehemaliges Baudenkmal
- Haus Nr. 24: Der Stallgiebel des weitgehend veränderten Wohnstallhauses zeigt Fachwerk des frühen 18. Jahrhunderts mit K-Streben und Knaggen.[6]

### Einwohnerentwicklung
| Jahr      | 001818 | 001840 | 001861 | 001871 | 001885 | 001900 | 001925 | 001950 | 001961 | 001970 | 001987 |
| Einwohner | 13     | 12     | 24     | 18     | 21     | 19     | 17     | 20     | 11     | 13     | 11     |
| Häuser    | 3      | 4      |        |        | 4      | 4      | 3      | 3      | 2      |        | 3      |
| Quelle    | [ 8 ]  | [ 9 ]  | [ 10 ] | [ 11 ] | [ 12 ] | [ 13 ] | [ 14 ] | [ 15 ] | [ 16 ] | [ 17 ] | [ 1 ]  |

## Religion
Der Ort ist seit der Reformation evangelisch-lutherisch geprägt und bis heute nach St. Gallus (Erzberg) gepfarrt. Die Einwohner römisch-katholischer Konfession sind nach Kreuzerhöhung (Schillingsfürst) gepfarrt.